# Кольонія-Середзиці
Кольонія-Середзиці (пол. Kolonia Seredzice) — село в Польщі, у гміні Ілжа Радомського повіту Мазовецького воєводства.
Населення — 789 осіб (2011).

## Демографія
Демографічна структура станом на 31 березня 2011 року:
|          | Загалом | Допрацездатний вік | Працездатний вік | Постпрацездатний вік |
| -------- | ------- | ------------------ | ---------------- | -------------------- |
| Чоловіки | 376     | 79                 | 263              | 34                   |
| Жінки    | 413     | 90                 | 233              | 90                   |
| Разом    | 789     | 169                | 496              | 124                  |